# Статуя Христа Царя (Свебодзин)
Статуя Христа Царя (пол. Pomnik Chrystusa Króla — букв. Памятник Христу-Царю) — самая большая в мире статуя Иисуса Христа, установлена на юго-восточной окраине города Свебодзин, в Любушском воеводстве Польши.

## История
Инициатором строительства памятника в 2001 году был каноник Сильвестр Завадский, священник Храма Божьего Милосердия в Свебодзине (пол. Świebodzin).
29 сентября 2006 года городской совет Свебодзина принял решение о возведении памятника Иисусу Христу, который является покровителем города и гмины Свебодзин. В то время идея не была реализована.
Проект скульптуры выполнен Мирославом Казимежем Патецким, реализация Томаша Корано (Гдыня). Фундамент спроектировал Мариан Выбранец (Свебодзин), конструктивную часть проекта выполнили доктор Якуб Марциновский и доцент Николай Клапеч из университета Зелёна-Гуры. Памятник строился на частные пожертвования, строители были набраны из прихода местного храма.
Строительство велось около двух лет. Монтаж и сварочные работы проводились местной фирмой «Техспав» из Скомпе Любушского воеводства. В декабре 2009 года строительство было приостановлено, так как недалеко от памятника проходит высоковольтная линия электропередачи. В апреле 2010 года разрешение было получено, и строительство было возобновлено.
6 ноября 2010 года был завершён монтаж головы и короны памятника. Официальное открытие и освящение состоялось 21 ноября 2010 года.

## Основные данные

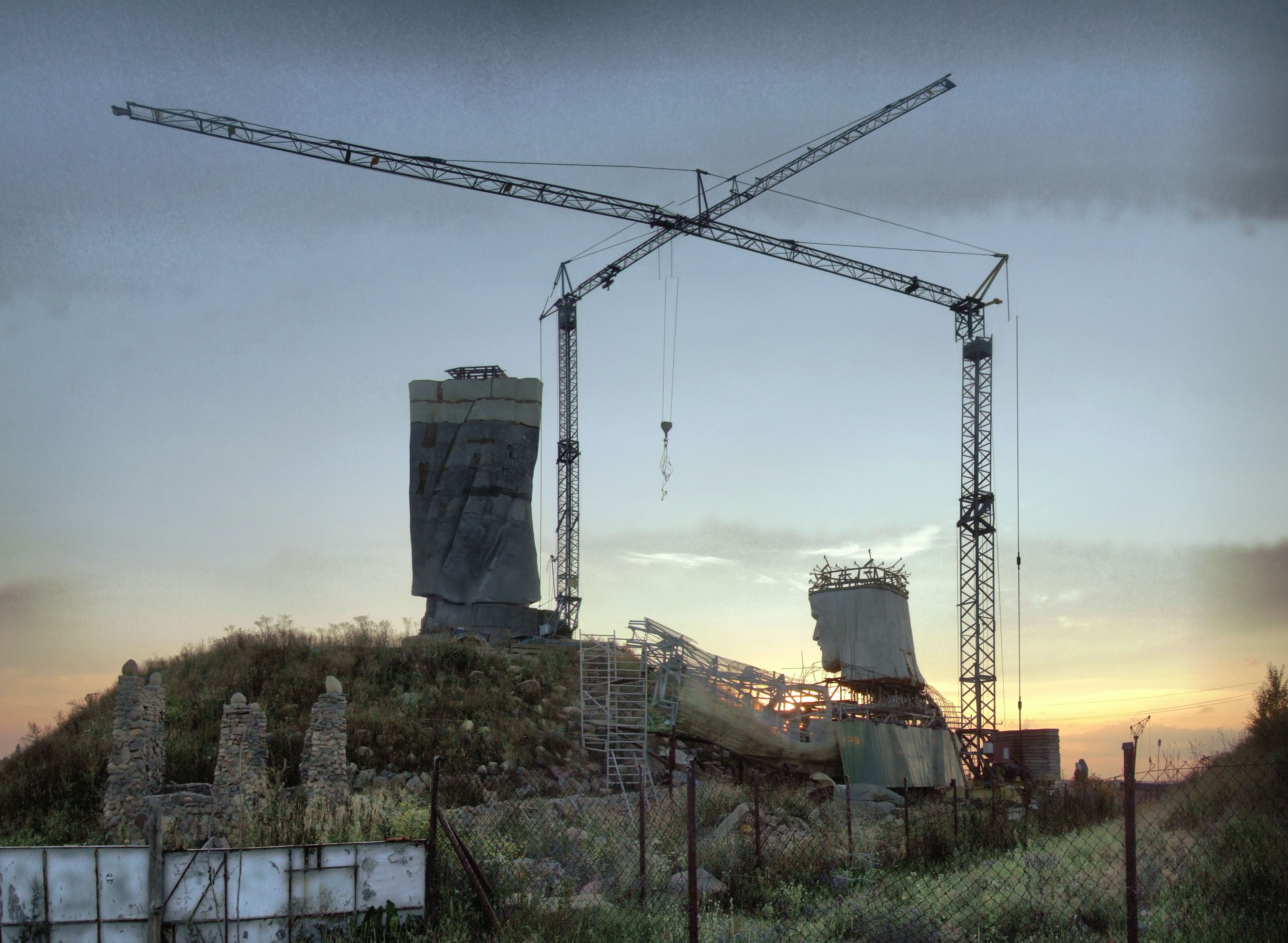
Памятник во время строительства

Общая высота памятника около 52 м, что выше монумента Кристо де ла Конкордия в Кочабамбе (40,44 м с пьедесталом) и статуи Христа-Искупителя в Рио-де-Жанейро (39,6 м с пьедесталом).
Высота самой статуи с короной составляет при этом 36 м, а высота каменно-земляного холма — 16 м. Высота двух других статуй без постаментов составляет 34,2 м и 30 м. Таким образом, на 2010 год эта статуя Христа является самой высокой в мире. Максимальная ширина статуи (расстояние между кончиками пальцев) составляет около 25 м.
Замысел всех трёх скульптур повторяется: Христос, раскинув руки в стороны, в ниспадающих одеждах, обращает на паству благословляющий взор. Композиционно эти статуи напоминают крест — один из основных символов христианства.
Пустотелый памятник выполнен из монолитного железобетона на стальном каркасе. Масса конструкций составляет 440 т. Монтаж велся поэтапно: вначале краном был установлен корпус статуи, затем плечевой пояс и голова с короной.
Позолоченная корона статуи имеет размеры 3,5 м в диаметре и около 3 м в высоту. Голова памятника, высота которой составляет 4,5 м, весит 15 т. По другим данным, голова выполнена из твёрдого пластика, а не из бетона, как предполагалось первоначально, благодаря чему её масса уменьшилась втрое. В короне на голове фигуры Христа установлены технические передатчики Wi-Fi. Приход, на территории которого стоит статуя, не захотел это комментировать.

## Галерея

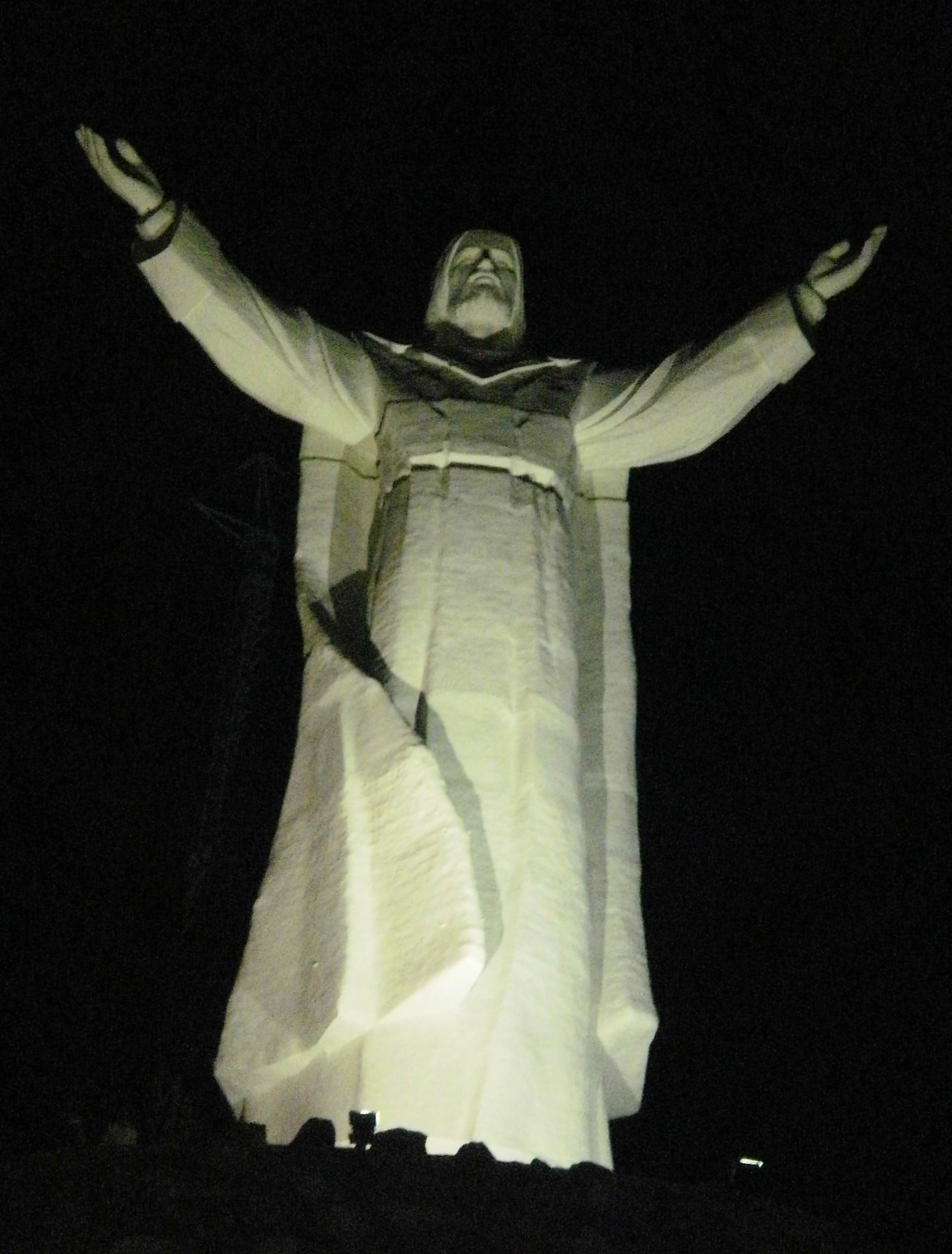
Вид снизу на статую в ночное время
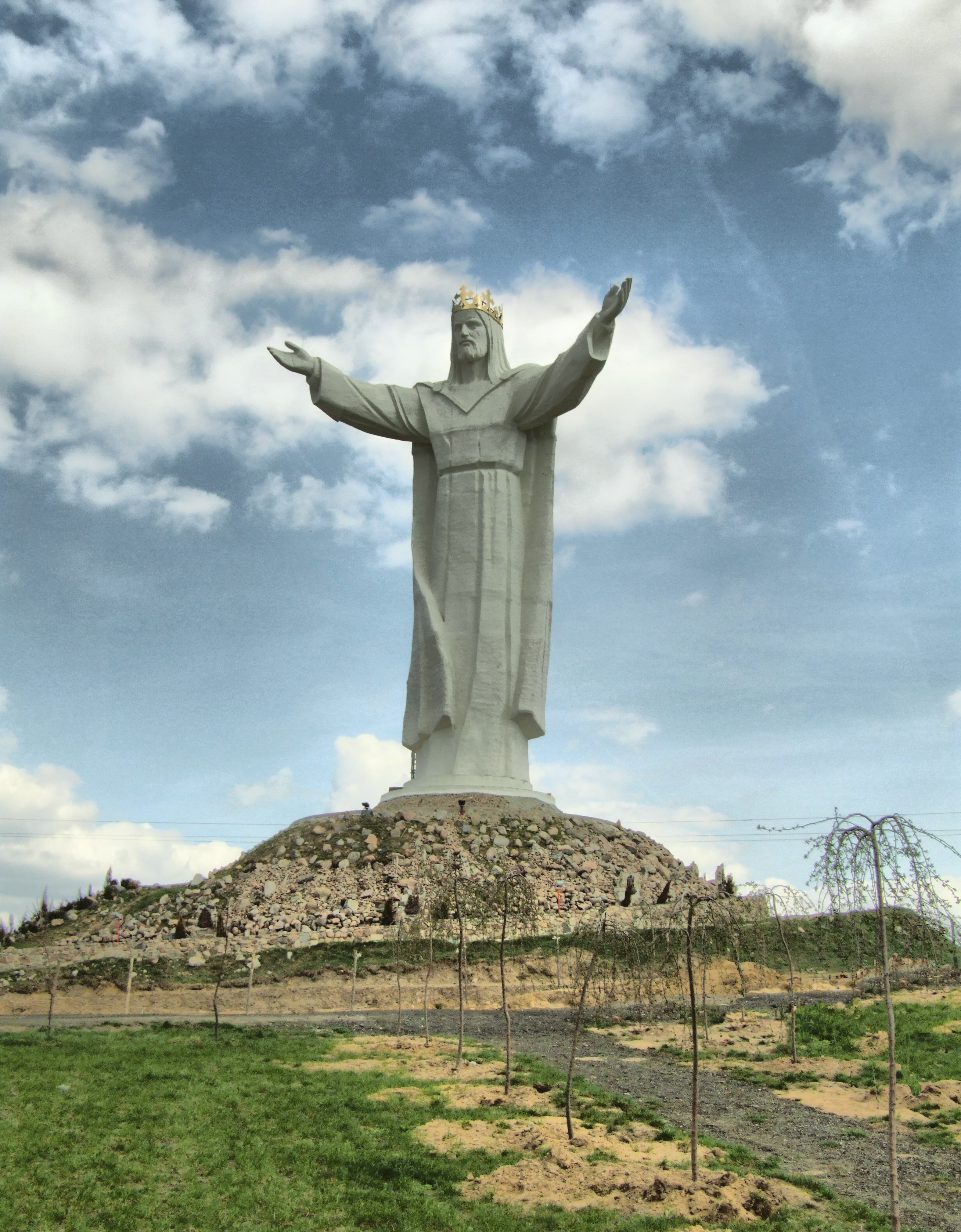
Вид на статую в полном размере
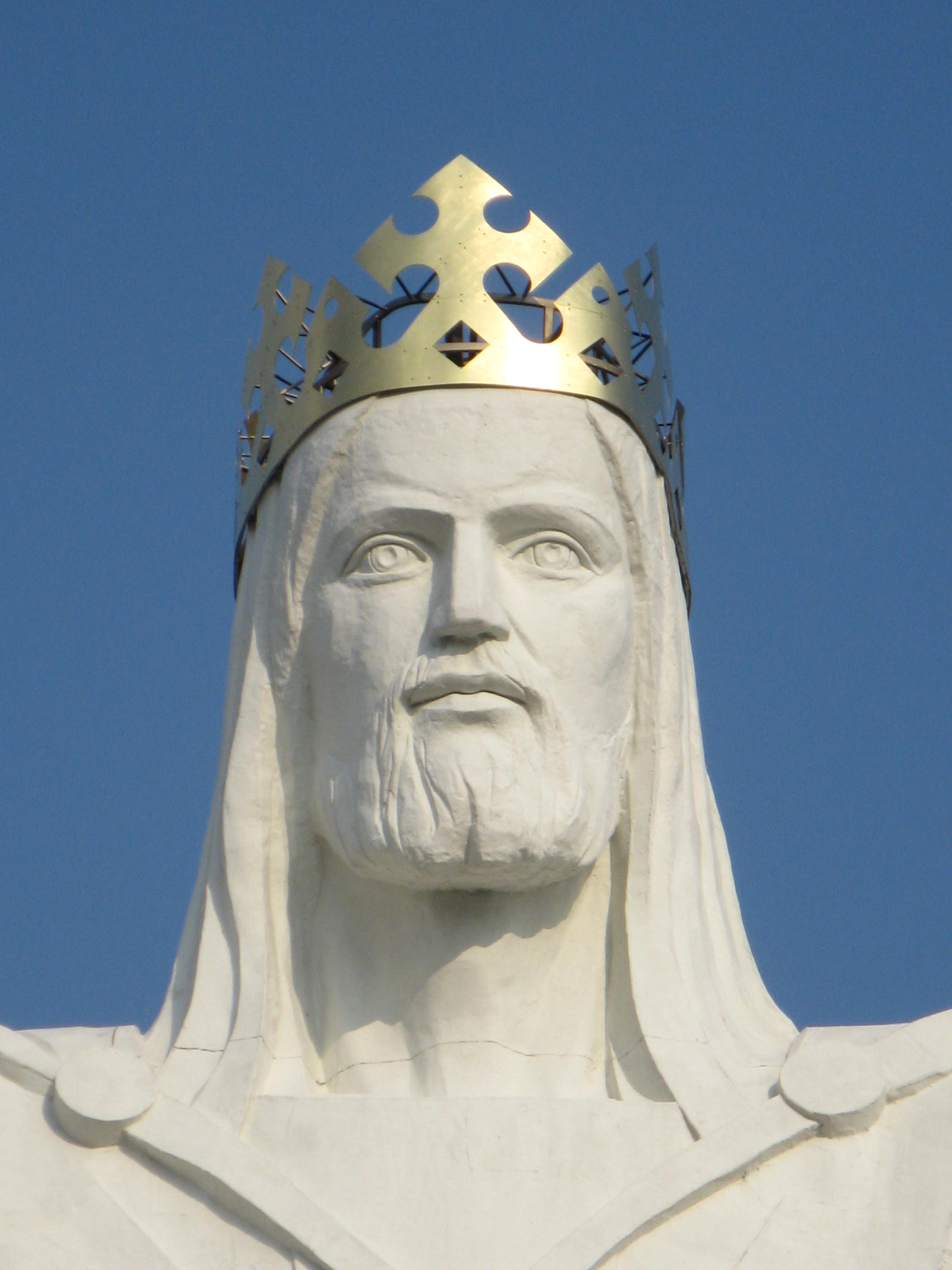
Голова статуи с короной
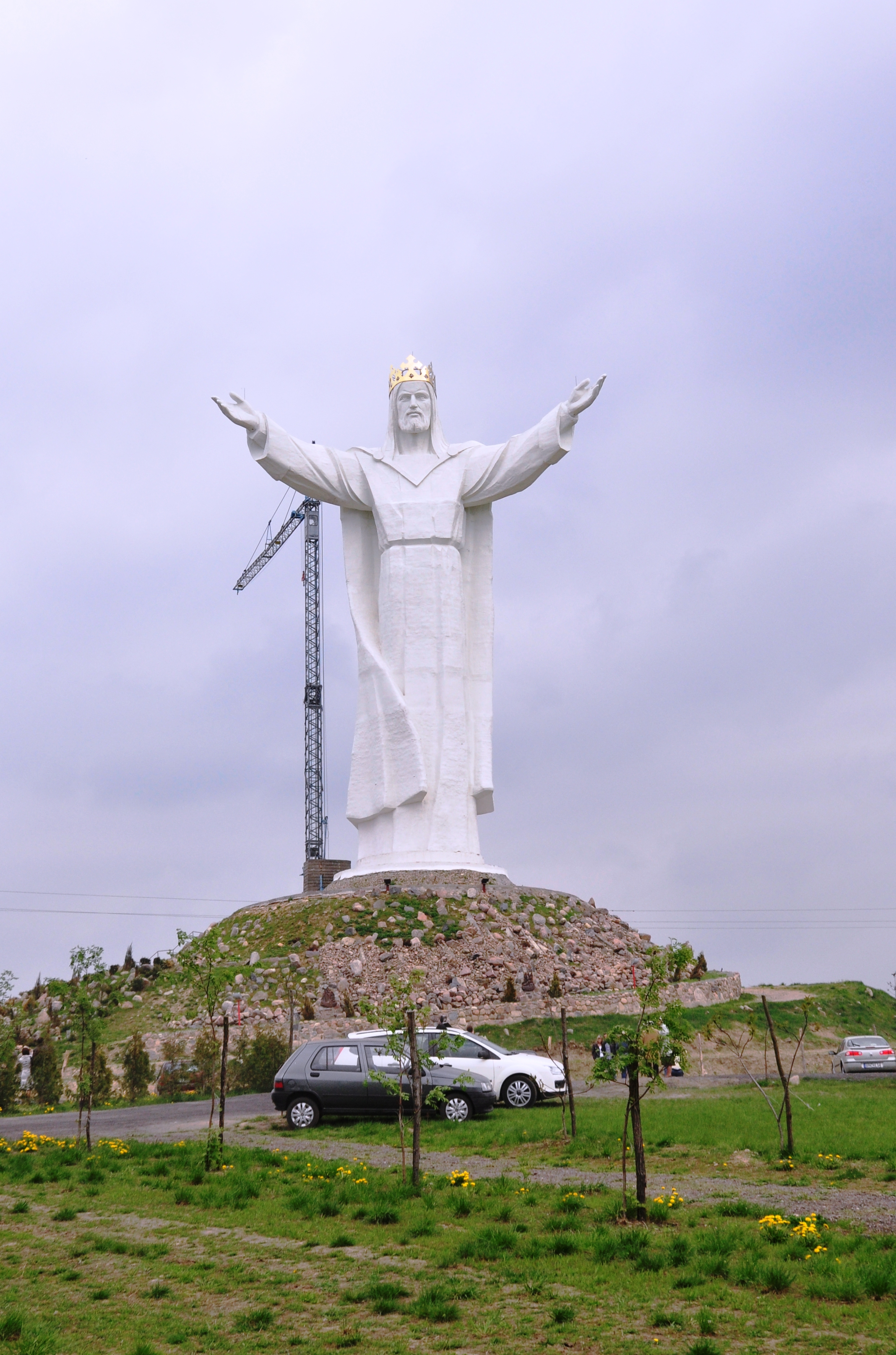
Вид на статую в дневное время
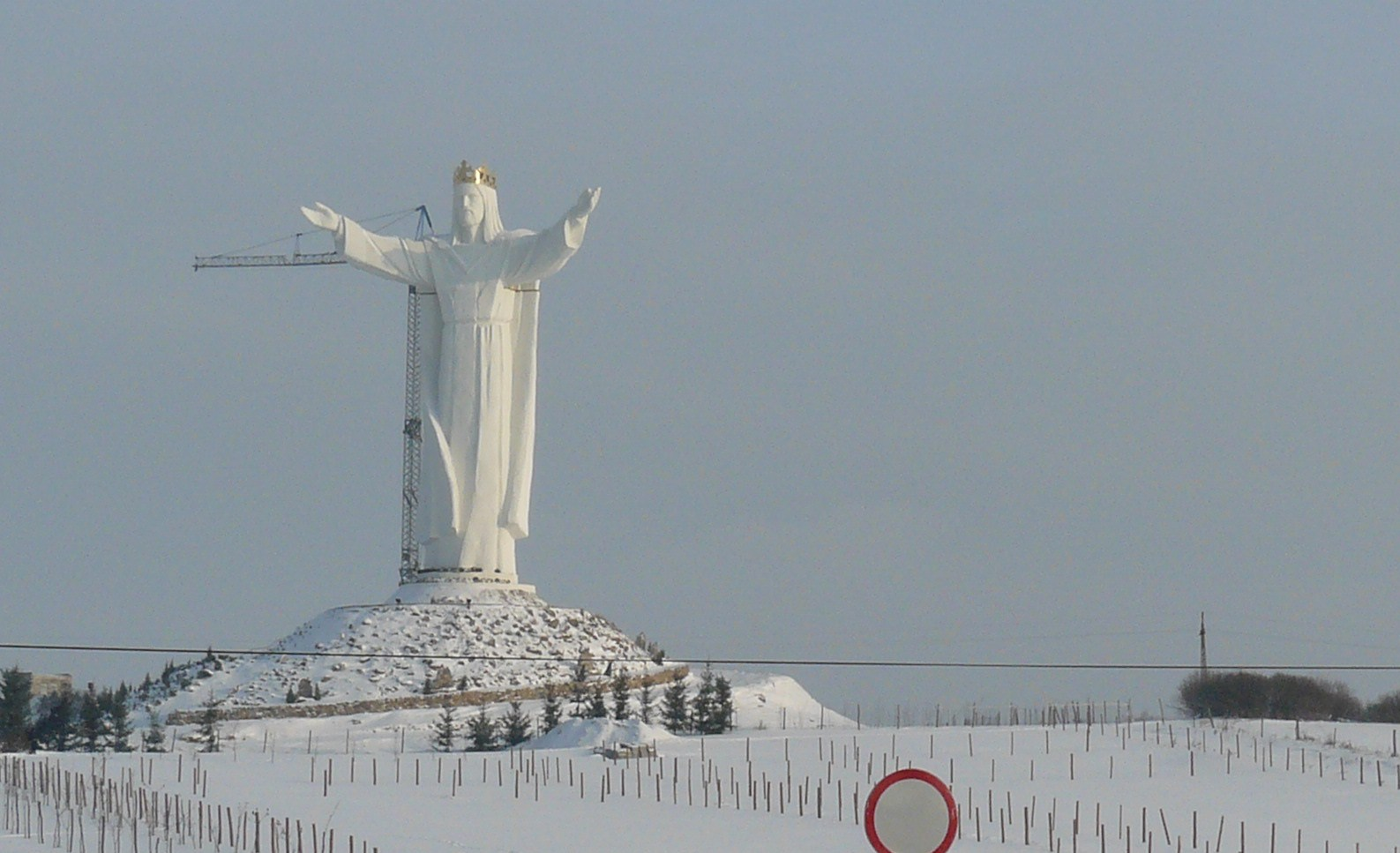
Статуя зимой
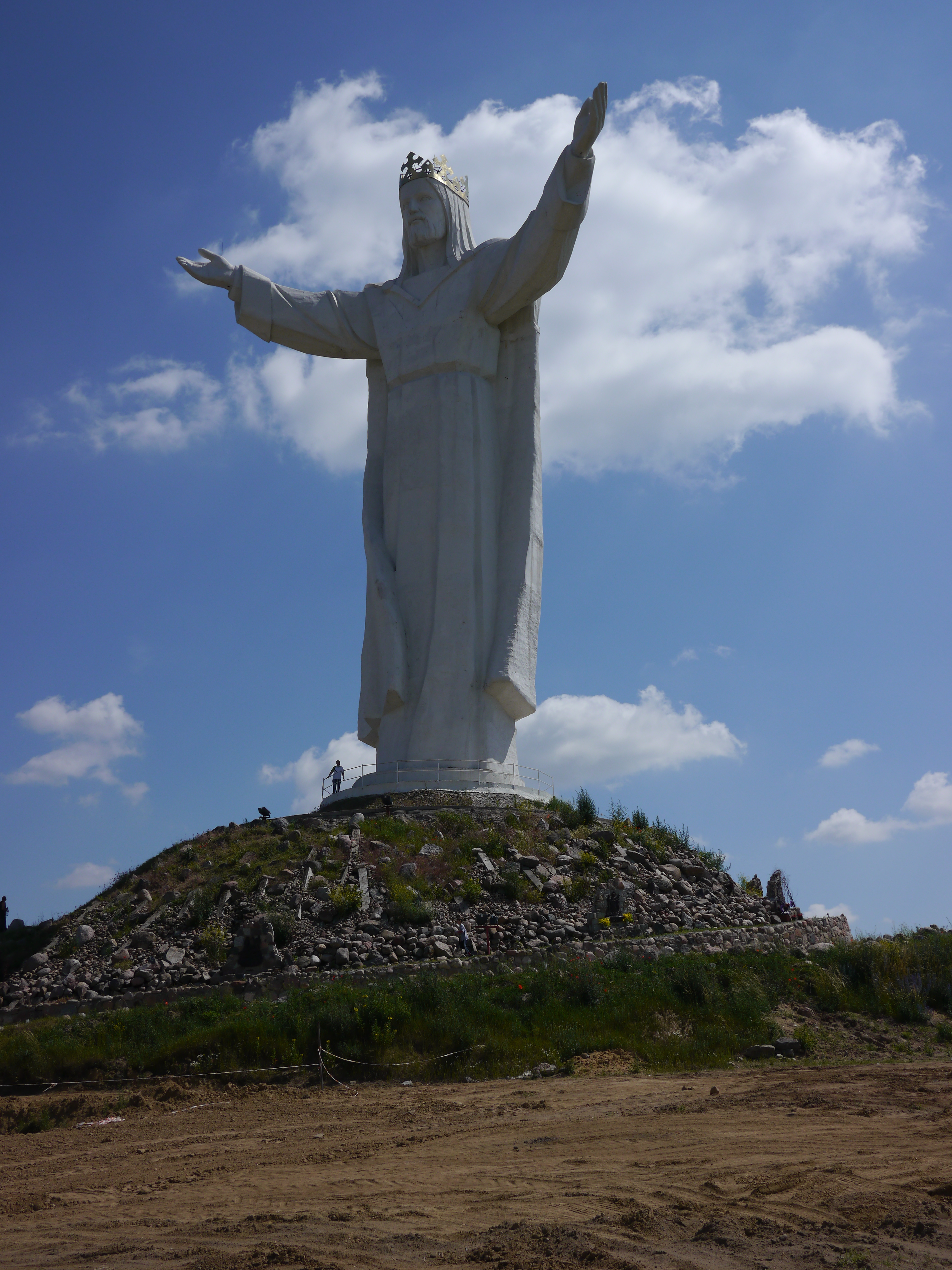
Статуя в 2012 году

## См. также

Сравнение размеров некоторых известных статуй: Статуя Единства — 240 м (с постаментом; о-в Садху на р. Нармада в штате Гуджарат, Индия), Будда Весеннего Храма (Лушань (Пиндиншань), Китай) — 153 м (с постаментом), Статуя Свободы (Нью-Йорк, США) — 93 м (с постаментом), Родина-мать (Волгоград, РФ), Статуя Христа-Искупителя (Рио-де-Жанейро, Бразилия) и Давид Микеланджело (Флоренция, Италия)